# الموقع المقدس للسكان الأصليين الأستراليين

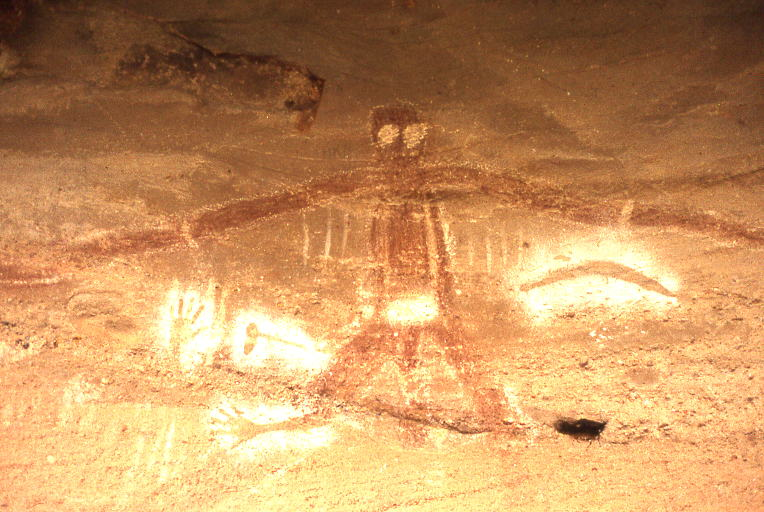
كهف بايما، نيو ساوث ويلز.

يعتبر الموقع المقدس للسكان الأصليين الأستراليين مكانًا هامًا ذو معنى بالنسبة للسكان الأستراليين الأصليين استنادًا إلى معتقداتهم. يمكن أن يشمل أي معلم في المشاهد الطبيعية، وقد يقع تحت الماء في المناطق الساحلية. تُستمد منزلة الموقع من ارتباطه ببعض جوانب التقاليد الاجتماعية والثقافية، والتي ترتبط بكائنات الأسلاف، المعروفة مجتمعة باسم عصر الأحلام (أو الحلم/الأحلام)، الذين خلقوا الجوانب المادية والاجتماعية للعالم. قد يُقيد الوصول إلى الموقع حسب الجنس أو العشيرة أو مجموعات السكان الأصليين الأخرى أو عوامل أخرى.
تُحمى هذه المواقع بموجب تشريعات مختلفة قائمة على مستوى الولايات والأقاليم، ويمكن اللجوء إلى قانون حماية تراث السكان الأصليين وسكان جزر مضيق توريس لعام 1984 باعتباره «الملاذ الأخير» إذا لم يشمل هذا الموقع كفايةً بالتشريعات في الولاية القضائية. يحمي التشريع أيضًا المواقع ذات الأهمية الأثرية والتاريخية والثقافية المرتبطة بالسكان الأصليين والتي قد لا تكون ذات صلة بالمعتقدات، التي يُنظر إليها بشكل أكثر شيوعًا على أنها مواقع تراثية. تحتفظ الدول والأقاليم بسجلات للمواقع ذات الأهمية للسكان الأصليين بواسطة قواعد بيانات عبر الإنترنت يمكن البحث فيها. رغم التشريعات، ما تزال بعض المواقع مهددة بالتعدين والعمليات الأخرى. دمر أحد الأمثلة البارزة في الآونة الأخيرة: فقد تمت إزالة المأوى الصخري ذو الأهمية الثقافية والأثرية في جوكان غورج في بيلبرا بواسطة تفجير ريو تينتو في أثناء التنقيب عن المعادن في مايو 2020.

## الأرض والأحلام
يتألف السكان الأصليون في أستراليا من مئات الشعوب أو الأمم، ولكل منهم أماكنهم المقدسة وطواطم حيوانية وغيرها من العناصر الموجودة في المنطقة الجغرافية المعروفة على أنها بلادهم، أو الأراضي التقليدية. 
تُعد المواقع المقدسة أماكن في المشهد الطبيعي ذات أهمية خاصة بموجب تقاليد السكان الأصليين. قد تكون التلال والصخور البرك المائية والأشجار والسهول وغيرها من المعالم الطبيعية مواقع مقدسة. وفي المناطق الساحلية والبحرية، قد تشمل المواقع المقدسة معالم تقع فوق المياه وتحتها. قد تكون المواقع المقدسة واضحة أحيانًا، مثل رواسب المغرة، أو الحجيرات الفنية الصخرية، أو المعالم الطبيعية الخلابة. وفي حالات أخرى قد تكون المواقع المقدسة غير ملحوظة للمراقب الخارجي. وهي تتراوح في الحجم من حجر واحد أو نبات واحد، حتى سلسلة جبال كاملة.
لا يُفسر مفهوم «الحلم» أو «عصر الأحلام» على النحو الملائم بهذين المصطلحين، ويصعب شرحه في الثقافات غير الأصلية. يُشار إليه غالبًا بالاسم الوارلبيري جوكوربا، ووُصف بأنه «مفهوم شامل يوفر قواعد للعيش، وقواعد أخلاقية، بالإضافة إلى قواعد للتفاعل مع البيئة الطبيعية... يوفر طريقة شاملة ومتكاملة للحياة... واقعًا معيشيًا يوميًا». وهو يشمل الماضي والحاضر والمستقبل، ويتحد بعض الأسلاف أو الكائنات الروحية التي تسكن عصر الأحلام مع أجزاء من المشاهد الطبيعية، مثل الصخور أو الأشجار. غالبًا ما يرتبط مفهوم قوة الحياة أيضًا بالمواقع المقدسة، وتعتبر الاحتفالات المقامة في مثل هذه المواقع «إعادة تمثيل للأحداث التي خلقت الموقع أثناء الحلم». يساعد الاحتفال قوة الحياة في الموقع على البقاء نشطة وعلى الاستمرار في خلق حياة جديدة: ولا يمكن خلق حياة جديدة، إذا لم تُقام.

## القيمون التقليديون والتنظيم
يعتبر شيوخ القبائل القيمون التقليديون على المواقع المقدسة في منطقة ما. «تعطي المواقع المقدسة معنى للمشاهد الطبيعية. فهي ترسي القيم وعلاقات الأقارب في الأرض. يحرص قيمو المواقع المقدسة على سلامة جميع الناس، وتُعد حماية المواقع المقدسة جزءًا أساسيًا من ضمان رفاه البلد والمجتمع الأوسع». استخدمت هذه المواقع وتستخدم الآن للعديد من التقاليد والعادات المقدسة. يمكن أن تحظر المواقع المستخدمة للأنشطة الذكورية، مثل شعائر البلوغ، على النساء؛ ويمكن أن تحظر المواقع التي تستخدم في للأنشطة النسائية، مثل الولادة، على الرجال.